# Tepapatlaxco
Tepapatlaxco är en ort i Mexiko.   Den ligger i kommunen Xicotepec och delstaten Puebla, i den sydöstra delen av landet, 160 km nordost om huvudstaden Mexico City. Tepapatlaxco ligger 364 meter över havet och antalet invånare är 168.
Terrängen runt Tepapatlaxco är kuperad åt nordost, men åt sydväst är den bergig. Tepapatlaxco ligger nere i en dal. Runt Tepapatlaxco är det ganska tätbefolkat, med 179 invånare per kvadratkilometer. Närmaste större samhälle är Xicotepec de Juárez, 6,7 km söder om Tepapatlaxco. Omgivningarna runt Tepapatlaxco är en mosaik av jordbruksmark och naturlig växtlighet.